# JUICY LOVE (Happinessの曲)
「JUICY LOVE」（ジューシー ラブ）は、Happinessの6枚目のシングル。2014年5月28日にrhythm zoneから発売。

## 概要
- 「CD＋DVD」「CDシングル」「ワンコインCD」「ミュージックカード」（8種）[※ 1]の4形態で発売[2][3]。
- 2014年4月15日に同シングルの発売が解禁[4]。前作の｢Sunshine Dream 〜一度きりの夏〜」から約9か月後のシングルである。
- ユニバーサルミュージックからrhythm zoneに移籍してから初のシングルである[4][5]。
- 「JUICY LOVE」の曲のテーマにちなんだ『恋する、ハピネス・カフェ』が期間限定で開店した[6]。
- 杉枝真結脱退[7]後初のシングルである[8]。
- AKB48握手会傷害事件を受け、事件以降開催予定であった発売記念イベントを中止した[9]。なお、同時期にFlowerも熱帯魚の涙の発売記念イベントを開催予定だったが中止している[10]。

## 収録曲

### CD+DVD
CD
1. JUICY LOVE
作詞：Kanata Okajima、作曲：Kanata Okajima・Albi Albertsson・Patrick Hamilton
  - 日本テレビ系「ＰＯＮ！」5月エンディングテーマ[11]
  - 名古屋近鉄パッセ｢Pass'e いきなり OFF SALE!｣TV-CMソング[12]
2. Show Me Your Heart
作詞者：Takaki Mizoguchi、作曲者：Matthew Tishler・Andrew Underberg
3. Happy Talk <2014 ver.> 
作詞者：Kaori Yajima、作曲者：Yusuke Itagaki、編曲者：Yuta Nakano
4. JUICY LOVE (Instrumental)
5. Show Me Your Heart (Instrumental)
6. Happy Talk <2014 ver.> (Instrumental)

DVD
1. JUICY LOVE (MUSIC VIDEO)

### CDシングル
1. JUICY LOVE
2. Show Me Your Heart
3. Happy Talk <2014 ver.>
4. JUICY LOVE (Instrumental)
5. Show Me Your Heart (Instrumental)
6. Happy Talk <2014 ver.> (Instrumental)

### CDワンコイン
1. JUICY LOVE